# Palpada tatei
Palpada tatei är en tvåvingeart som först beskrevs av Charles Howard Curran 1930.  Palpada tatei ingår i släktet Palpada och familjen blomflugor.
Artens utbredningsområde är Venezuela. Inga underarter finns listade i Catalogue of Life.